# Lymphografie
Bei der Lymphografie oder Lymphangiografie (auch Lymphographie oder Lymphangiographie) handelt es sich um ein 1952 von J. B. Kinmonth eingeführtes Verfahren der Strahlendiagnostik zur Darstellung von Lymphbahnen und Lymphknoten.
Es werden verschiedene Varianten angewendet, die aber vom Grundsatz her alle auf demselben Prinzip basieren:
Es werden Testsubstanzen angewendet, die mit dem Lymphstrom abtransportiert werden und 
- entweder im Röntgenbild gut sichtbar sind (jodhaltige Kontrastmittel),
- oder schwach radioaktiv sind und deren Strahlung mit geeigneten Detektoren registriert und zu anatomischen Übersichtsbildern umgewandelt werden können (Lymphszintigrafie).

Bei der Röntgen-Lymphografie unterscheidet man zwischen direkter und indirekter Lymphografie.

## Direkte Lymphografie
Dieses Verfahren ist recht aufwendig. Es kann für die Lymphabflusswege der Arme und Beine und den weiteren Lymphabfluss im Körperstamm einschließlich der Lymphknotenstationen eingesetzt werden.  Es ist bezüglich der Darstellung der anatomischen Verhältnisse am genauesten und erlaubt somit auch die Beurteilung relativ feiner Strukturen.
Nach Farbstoffmarkierung der lokalen Lymphgefäße und operativer Freilegung in örtlicher Betäubung wird eine direkte Kontrastmittelinjektion (16 – 20 ml) in die Lymphbahnen über bis zu zwei Stunden mit einer speziellen Pumpe vorgenommen.
Röntgenaufnahmen während der Injektion und bis zu 32 Stunden danach in bestimmten Intervallen dokumentieren anatomisch recht korrekt sowohl die Lymphbahnen als auch die Lymphknoten im gesamten Abstromgebiet der aufgesuchten Lymphgefäße und lassen Rückschlüsse auf bestimmte Erkrankungen, wie zum Beispiel bösartige Erkrankungen des Lymphsystems (Leukämien, Lymphome, Karzinommetastasen) sowie Lymphabflussstörungen zu.

## Indirekte Lymphografie
Dieses Verfahren ist weniger zeitraubend, aber auch weniger genau. Hier wird ein Röntgenkontrastmittel in bzw. unter die Haut gespritzt und mit der Gewebelymphe in die örtlichen Lymphbahnen und Lymphknoten abtransportiert, die daraufhin im Röntgenbild sichtbar werden.
Da nur sehr geringe Mengen besonders gewebsfreundlichen Kontrastmittels eingesetzt werden können und der Abtransport nicht immer funktioniert, ist dieses Verfahren nur zur Untersuchung der örtlichen Lymphbahnen und Lymphknoten einsetzbar. Es wird vorwiegend bei der Abklärung von Lymphtransportstörungen oder entzündlichen Erkrankungen eingesetzt.
Insgesamt haben die Lymphografieverfahren in den letzten Jahrzehnten infolge der Verbesserungen der Genauigkeit von Computertomografie und Magnetresonanztomografie einerseits sowie der Therapieverfahren andererseits stark an Bedeutung eingebüßt und kommen nur noch in seltenen Fällen zum Einsatz.

## Lymphszintigrafie
Wie alle nuklearmedizinischen Verfahren hat auch die Lymphszintigrafie eine relativ schlechte Detailgenauigkeit, da die örtliche Auflösung – auch der modernen Detektoren – für die schwachen radioaktiven Impulse der indirekt eingespritzten Testsubstanzen prinzipbedingt beschränkt ist.
Es kann im Wesentlichen nur die Funktion des Lymphabtransports überprüft und ein quantitativer Nachweis von Lymphknoten geführt werden. Eine qualitative Feinbeurteilung der Gestalt ist nicht möglich.
Eine aktuelle Bedeutung für die Lymphszintigrafie hat sich in den letzten Jahren in der Therapie von Brustkrebs, Prostatakrebs und Peniskrebs ergeben. Einerseits ist es von entscheidender Bedeutung für Prognose und Behandlung dieser Krebsarten sichere Aussagen über die Tumorausbreitung im örtlichen Lymphabfluss zu haben. Andererseits ist die chirurgische Exploration aufwendig und durchaus auch mit gewissen Risiken für die Patienten verbunden (Lymphabflussstörungen). In Studien konnte nachgewiesen werden, dass es ausreichend ist, den ersten Lymphknoten zu untersuchen, der vom Lymphabstrom des Tumors erreicht wird. 
Ist der Wächterlymphknoten (engl.: sentinel lymph node) befallen, so muss die möglichst vollständige Entnahme (Lymphadenektomie) aller örtlichen Lymphknoten erfolgen. Findet sich hier kein Befall, so kann man mit hinreichender Sicherheit davon ausgehen, dass keine Streuung in das Lymphsystem stattgefunden hat.
Hier findet die Lymphszintigrafie ein aktuelles Einsatzgebiet. Vor der Operation werden um den Tumor herum kleine Depots einer schwach radioaktiven Testsubstanz in das Gewebe eingespritzt, anschließend wird der Abtransport mit dem Lymphstrom verfolgt. Stellen sich ein oder mehrere Lymphknoten dar, so werden diese genauer geortet und mit einer kleinen Farbmarkierung auf der Haut des Patienten darüber für den Operateur markiert.
Während der Operation kann der Chirurg mit einer speziellen Messsonde die Lymphknoten aufgrund der gespeicherten Radioaktivität gezielt aufsuchen, entnehmen und zur Gewebsuntersuchung schicken.

## Strahlenbelastung
Allen Lymphografieverfahren ist eine Strahlenbelastung durch Röntgenstrahlung beziehungsweise radioaktiven Zerfall (Lymphszintigrafie) zu eigen. Die Belastung hängt von der Anzahl der angefertigten Röntgenbilder oder der verabreichten Aktivitätsmenge (mit etwa 20–30 MBq Tc-99m etwa ein Dreißigstel im Vergleich zu einer Hirn-, Herz- oder Skelettszintigraphie) ab. 
Unter den konkurrierenden Verfahren kommt lediglich die Magnetresonanztomografie ohne ionisierende Strahlung aus.